# Naniwa-ku (Osaka)
Naniwa (浪速区 Naniwa-ku?) es un barrio de la ciudad de Osaka, en la prefectura de Osaka, Japón. En julio de 2019 tenía una población estimada de 74.312 habitantes y una densidad de población de 16.928 personas por km². Su área total es de 4,39 km².

## Demografía
Según datos del censo japonés, la población de Naniwa ha aumentado en los últimos años.
| Año del censo | Población |
| ------------- | --------- |
| 1995          | 49.122    |
| 2000          | 50.188    |
| 2005          | 54.174    |
| 2010          | 61.745    |
| 2015          | 69.766    |